# Stazione di Minami-Urawa
La Stazione di Minami-Urawa (南浦和駅?, Minami-Urawa-eki) è una stazione ferroviaria situata nel quartiere di Minami-ku a Saitama, città della prefettura omonima, servita dalle linee Keihin-Tōhoku e Musashino della JR East.

## Linee

### Treni
- East Japan Railway Company
  - ■ Linea Keihin-Tōhoku
  - ■ Linea Musashino

## Struttura
La stazione è dotata di una banchina centrale a isola con due binari sopraelevati.
| 1-2 | ■ Linea Keihin-Tōhoku | per Ueno, Tokyo, Yokohama e Ōfuna                    |
| 3-4 | ■ Linea Keihin-Tōhoku | per Urawa, Saitama-Shintoshin e Ōmiya                |
| 5   | ■ Linea Musashino     | per Kita-Asaka, Nishi-Kokubunji e Fuchū-Honmachi     |
| 6   | ■ Linea Musashino     | per Minami-Koshigaya, Shin-Matsudo e Nishi-Funabashi |

## Stazioni adiacenti
| «                   | Servizio            | »                   |
| Linea Keihin-Tōhoku | Linea Keihin-Tōhoku | Linea Keihin-Tōhoku |
| ------------------- | ------------------- | ------------------- |
| Warabi              | Locale              | Urawa               |
| Warabi              | Rapido              | Urawa               |
| Linea Musashino     |                     |                     |
| Musashi-Urawa       | -                   | Higashi-Urawa       |